# Sotero dos Reis

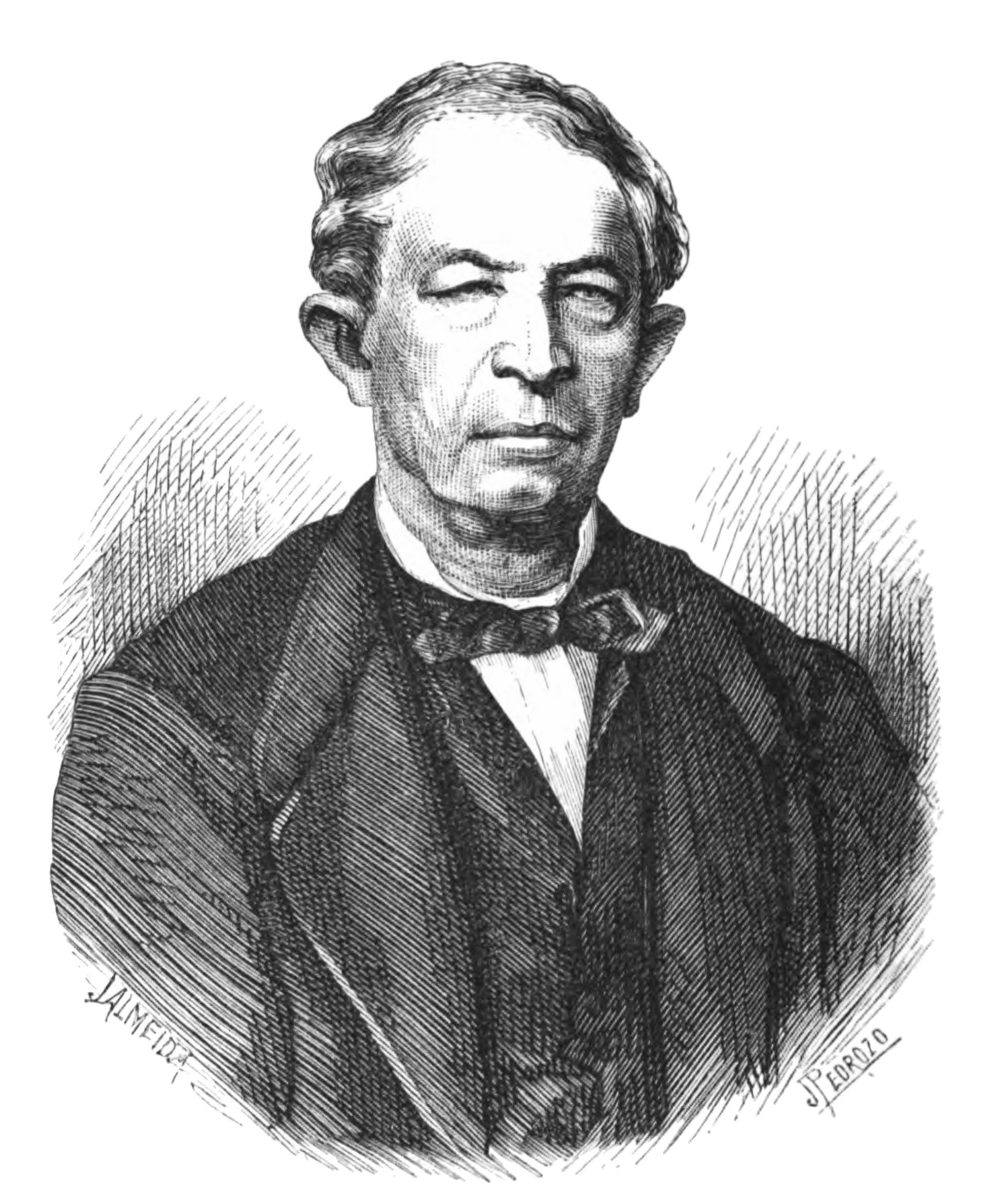
Sotero dos Reis

Francisco Sotero dos Reis (* 22. April 1800 in São Luís, Provinz Maranhão; † 16. Januar 1871 ebenda) war ein brasilianischer Journalist, Dichter, Schriftsteller, Übersetzer, Literaturhistoriker und Philologe.

## Leben
Sotero dos Reis wurde als Sohn von Balthasar José dos Reis und Maria Thereza Cordeiro in der Provinz Maranhão im Nordosten Brasiliens geboren. Er war Cousin der Mutter der 1825 geborenen späteren Schriftstellerin Maria Firmina dos Reis. Er hatte eine kurze Schulzeit, war Autodidakt, erwarb sich Griechisch-, Italienisch- und Französischkenntnisse und bildete sich in Rechtswissenschaft und Wirtschaft. 1826 heiratete er Anacleta Candida Compasso.
Sotero dos Reis begann seine Laufbahn als Journalist und Herausgeber. Er entwickelte sich zu einem einflussreichen literarischen Meinungsbildner in Maranhão des 19. Jahrhunderts.
Beiträger und Herausgeber war er u. a. im O maranhense, O Constitucional von 1830, O investigador maranhense 1836, A Revista ab 1840, Publicador Maranhense 1841, Correio de Anúncios 1851, O Constitucional von 1851, O Eclesiástico mit dem Pseudonym Nicodemus, O Observador von 1854.
Beruflich war er bis zu seiner Emeritierung Dozent für Literatur und Latein am Liceu Maranhense und am 1861 von Pedro Nunes Leal gegründeten Instituto de Humanidades in São Luís. Dort unterrichtete er Sprachen und war Bibliothekar. In Maranhão übernahm er verschiedene Ämter, in São Luís war er Stadtrat und Schulinspektor, dann ab 1832 Abgeordneter der Provinzialversammlung und zuletzt von 1862 bis 1864. Er leitete von 1864 bis 1870 das Santa-Thereza-Heim für die Erziehung unterprivilegierter Mädchen. Seine Schriften haben von daher auch immer eine pädagogische Note, teilweise wurden sie noch lange nach seinem Tod in Schulen verwendet.
Als Philologe veröffentlichte er eine Schrift zur allgemeinen Grammatik, in der er die antiken Klassiker in Beziehung zur portugiesischen Sprache untersucht (1862), der sich als praktische Umsetzung die Übersetzung des De bello Gallico von Gaius Iulius Caesar anschloss (1863). Es folgte die Grammatica Portugueza (1866), die die erste in Brasilien erschienene Grammatik ist und für die er gerühmt wurde. Er ist dabei noch, wie heute der Romanist Wolfgang Roth schreibt, einer strikten lusoportugiesischen Norm verhaftet.
Seine bekannteste Schrift ist das Magnum opus in Lektionen aufgebaute Curso de litteratura portugueza e brasileira, in vier Bänden von 1866 bis 1868 erschienen und in einem posthum und durch Fördermittel des Provinziallandtages ermöglichten fünften Band 1873.
Bereits 1873 veröffentlichte Antônio Henriques Leal in seinem Pantheon Maranhense eine umfangreiche monografische Biografie über Sotero dos Reis.

## Ehrungen
Er trug das Habitat des portugiesischen Christusordens und war Ritter des brasilianischen Ordens der Rose.
Sotero dos Reis wurde Namenspatron für den Stuhl 19 der Korrespondierenden Mitglieder der Academia Brasileira de Letras in Rio de Janeiro, des Stuhles 4 der Academia Brasileira de Filologia sowie des Stuhles 17 der Academia Maranhense de Letras in São Luís.
In São Luíz ist die Avenida Sotero dos Reis, in Rio de Janeiro, Porto Alegre und Ponta Grossa je eine Rua Sotero dos Reis nach ihm benannt.

## Schriften
- Biographia dos Brazileiros illustres pelas sciencias, lettras, armas e virtudes: Eduardo Olympio Machado. In: Revista do Instituto Historico e Geographico do Brazil. Band 19, 1856, S. 607–644, ihgb.org.br (PDF; 50 MB). Sonderdruck: Biographia do Dr. Eduardo Olympio Machado, presidente da provincia do Maranhão. Maranhão 1855.
- Postillas de grammatica geral applicada á lingua portugueza pela analyse dos classicos. Typ. de B. de Mattos, São Luis 1862. Erweiterte Neuauflage 1868, eine dritte 1870. (Heutige Schreibung des Titels: Apostilas de gramática geral aplicada à língua portuguesa pela análise dos clássicos).
- Grammatica Portugueza accomodada aos principios geraes da palavra, seguidos da immediata applicaco pratica. Typ. de B. de Mattos, São Luís 1866. (Heutige Schreibung des Titels: Gramática portuguesa).
- Commentarios de Caio Julio Cezar. Traduzidos em portuguez. Typ. de B. de Mattos, São Luís 1863/69. Erschien in sechs Lieferungen.
- Curso de litteratura portugueza e brasileira. 5 Bände. [Typ. de B. de Mattos], Maranhão 1866–1868, 1873.
  - Band 1 in Literatura Digital (PDF; 7,9 MB)
  - Band 2 in Literatura Digital (PDF; 16 MB)
  - Band 3 in Literatura Digital (PDF; 35 MB)
  - Band 4 in Literatura Digital (PDF; 35 MB)